# Tellervo paryadres
Tellervo paryadres är en fjärilsart som beskrevs av Hans Fruhstorfer 1910. Tellervo paryadres ingår i släktet Tellervo och familjen praktfjärilar. Inga underarter finns listade i Catalogue of Life.